# お伊勢浜海水浴場

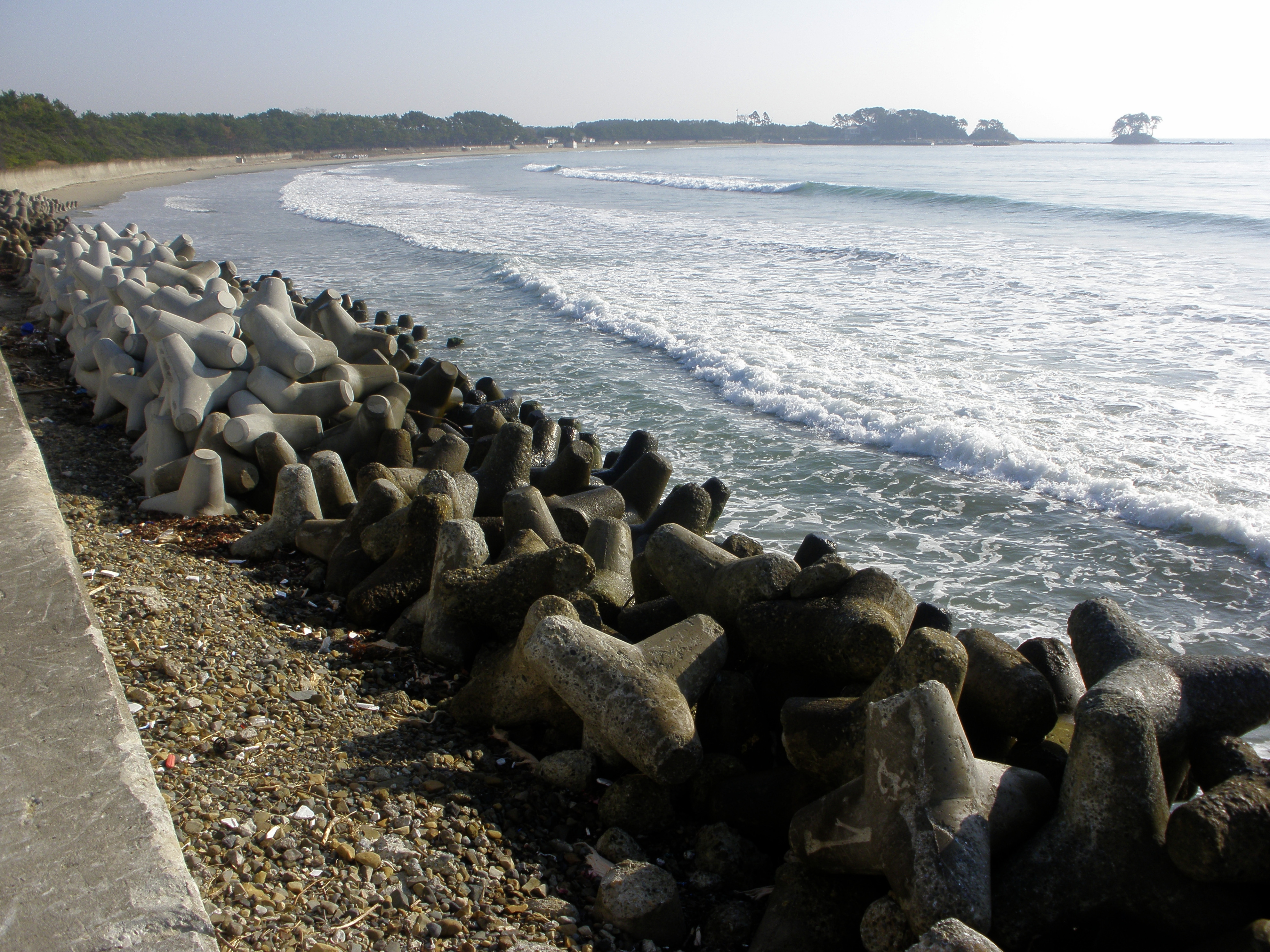
お伊勢浜海水浴場

お伊勢浜海水浴場（おいせはまかいすいよくじょう）は、宮城県気仙沼市にある海水浴場。2006年、環境省により「快水浴場百選」に選定されている。

## 所在地
宮城県気仙沼市字波路上杉の下

## アクセス
- 公共交通機関
  - JR気仙沼駅から気仙沼線BRTで20分、陸前階上駅下車徒歩20分
- 車
  - 東北自動車道一関ICから国道284号・国道45号経由で計80分

300台収容の駐車場がある。